# Hõbepall
Hõbepall, Silverbollen, är en utmärkelse som årligen delas ut till den spelare som föregående år gjort det vackraste målet för Estlands herrlandslag i fotboll. Motsvarigheten för Estlands damlandslag heter Annika. Pristagaren tillkännages varje år strax efter årsskiftet.
Konstantin Vassiljev har fått priset flest gånger, vid sju tillfällen. Näst flest priser har Martin Reim och Indrek Zelinski med tre silverbollar vardera.
Priset tillverkas sedan 2005 av glaskonstnären Eeva Käsper. Dessförinnan gjordes Silverbollen av keramikern Kadri Jäätma.

## Lista över vinnare

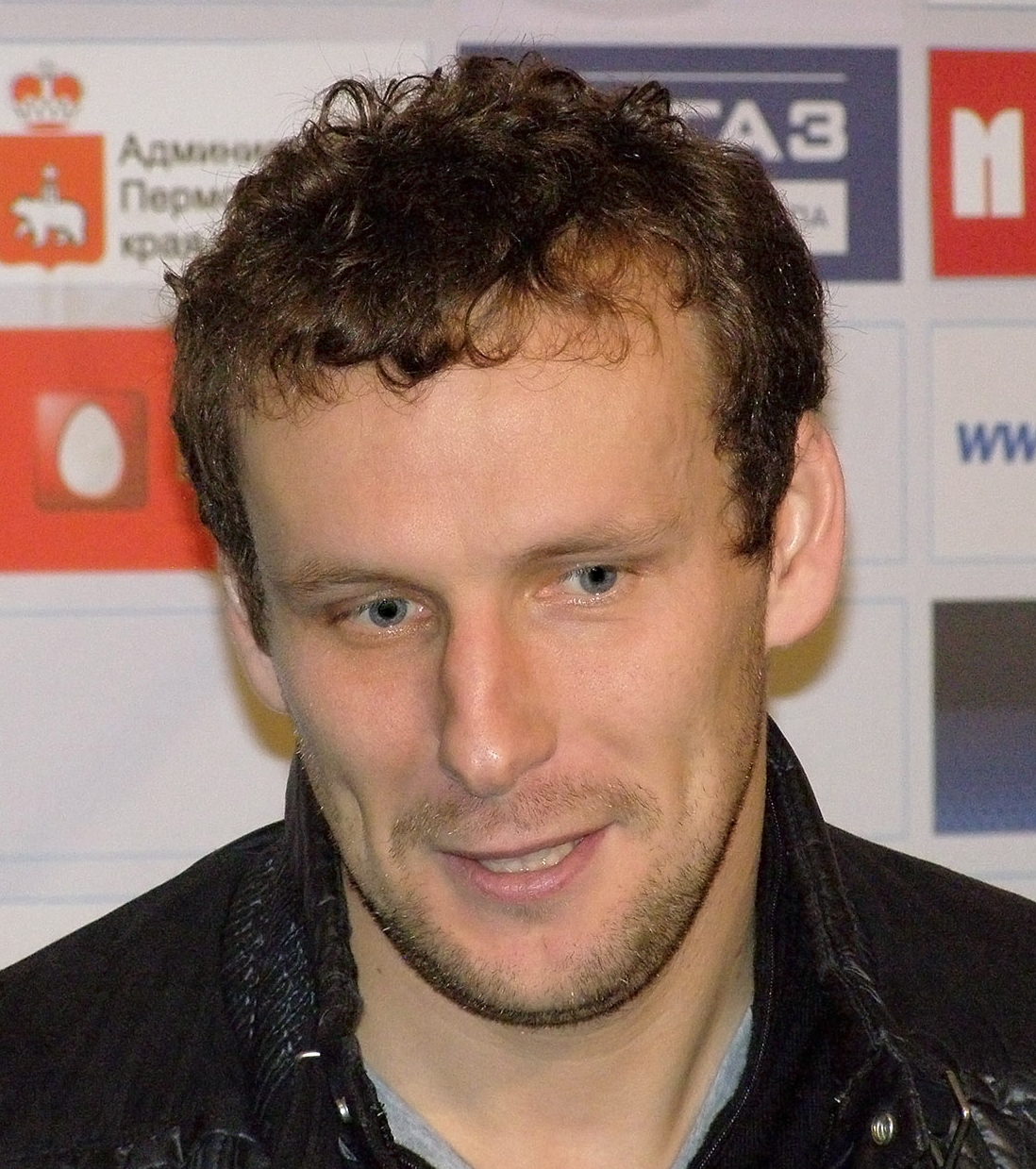
Konstantin Vassiljev fick Silverbollen sju gånger mellan 2009 och 2022.

Källa: 
| År   | Vinnare              | Mål gjort mot |
| ---- | -------------------- | ------------- |
| 1995 | Martin Reim          | Slovenien     |
| 1996 | Argo Arbeiter        | Andorra       |
| 1997 | Martin Reim (2)      | Litauen       |
| 1998 | Sergei Terehhov      | Färöarna      |
| 1999 | Martin Reim (3)      | Färöarna      |
| 2000 | Indrek Zelinski      | Hongkong      |
| 2001 | Andres Oper          | Nederländerna |
| 2002 | Teet Allas           | Moldavien     |
| 2003 | Indrek Zelinski (2)  | Andorra       |
| 2004 | Kristen Viikmäe      | Liechtenstein |
| 2005 | Andres Oper (2)      | Slovakien     |
| 2006 | Tarmo Neemelo        | Turkiet       |
| 2007 | Indrek Zelinski (3)  | Andorra       |
| 2008 | Vjatšeslav Zahovaiko | Färöarna      |
| 2009 | Konstantin Vassiljev | Armenien      |

| År   | Vinnare                  | Mål gjort mot      |
| ---- | ------------------------ | ------------------ |
| 2010 | Tarmo Kink               | Serbien            |
| 2011 | Konstantin Vassiljev (2) | Nordirland         |
| 2012 | Konstantin Vassiljev (3) | Polen              |
| 2013 | Konstantin Vassiljev (4) | Nederländerna      |
| 2014 | Siim Luts                | Tadzjikistan       |
| 2015 | Sander Puri              | St Kitts och Nevis |
| 2016 | Konstantin Vassiljev (5) | Gibraltar          |
| 2017 | Mattias Käit             | Cypern             |
| 2018 | Siim Luts (2)            | Ungern             |
| 2019 | Konstantin Vassiljev (6) | Nordirland         |
| 2020 | Rauno Sappinen           | Nordmakedonien     |
| 2021 | Mattias Käit (2)         | Belgien            |
| 2022 | Konstantin Vassiljev (7) | Malta              |
| 2023 | Rauno Sappinen (2)       | Österrike          |